# 曾忠义
曾忠義（1948年5月2日—2013年1月1日），男，台灣人，台灣省桃園人，中華民國政治人物，曾任中華民國臺灣省桃園縣議會議長。曾忠義在從政二十年中曾任龜山鄉長、桃園縣議員及議長。擔任兩屆龜山鄉長時，由於積極拓展道路，獲譽為「開路鄉長」，鄉內「忠義路」以他名字命名。兩屆任期結束後，他轉換跑道當選縣議員，但在九十年十一月遭遇綁架勒贖事件，所幸最終獲救。其後，他連任縣議員並擔任縣議會議長兩屆。九十八年間爭取桃園縣長國民黨黨內提名失利，九十九年三月卸任議長後，於同年四月接任經濟部台灣區雜糧發展基金會董事長。